# Johann Friedrich Esaias Steffens
Johann Friedrich Esaias Steffens (* 19. Januar 1716 in Wippra; † 24. Juni 1802 in Stade) war ein deutscher evangelisch-lutherischer Theologe.

## Leben
Der Sohn eines Amtmanns erhielt Privatunterricht im elterlichen Hause und besuchte darauf die Schule in der Reichsstadt Nordhausen. Er wurde Zögling der Schulen zu Schöningen und Stollberg/Erzgeb. Ausgerüstet mit gründlichen Vorkenntnissen, aber nur dürftig unterstützt von seinen unbemittelten Eltern, begann Steffens 1735 seine akademische Laufbahn an der Universität Göttingen. Anfänglich wollte er die Rechtswissenschaften studieren, wechselte aber bald zur Theologie.
Christoph August Heumann wurde sein Hauptlehrer auf den Gebieten der Exegese und der Kirchen- und Literaturgeschichte, Joachim Oporin in der Dogmatik und Ethik, Magnus Crusius in der Homiletik. Bei Gottlieb Samuel Treuer (1683–1743), Johann Friedrich Jacobi (1712–1791) und Samuel Christian Hollmann hörte er philosophische Vorlesungen, während ihn Johann Friedrich Cotta und Andreas Georg Wähner in den älteren, besonders den orientalischen Sprachen unterwiesen.
Nach dem Abschluss seiner akademischen Laufbahn war Steffens kurzzeitig Hauslehrer in Hessen, wurde 1740 vierter Schullehrer in Celle und 1743 Konrektor ebenda. 1749 folgte er einem Ruf nach Stade als Diakon an der St. Wilhadikirche, 1751 wurde er Senior sowie erster Pastor an der St. Cosmae- und Damianikirche und 1780 ebendort Senior des Konsistoriums der Generaldiözese Bremen-Verden. Diese Ämter verwaltete er bis zu seinem im 87. Lebensjahr erfolgten Tod. Der gebildete Theologe war ein beliebter Kanzelredner.

## Werke
- Abhandlung von der Fürsehung Gottes, die sich in den Religiosstreitigkeiten deutlich äußert. 1741
- Diss. epist de Montanismo et ecclesiae et reipublicae olim peste. 1743
- Von dem Nutzen der heidnischen Schriftsteller in christlichen Schulen; ein Programm. Celle 1746
- Von der Schreibkunst der alten; ein Programm. Celle 1749
- Parentation auf Herrn Schuder. Stade 1751
- Moses Lowman’s Abhandlung von der bürgerlichen Regierung der Israeliten, aus dem englischen übersetzt, mit Anmerkungen. Hamburg 1755
- Joh. Chapman’s Eusebius, welcher die gute Sache des Christenthums behauptet, aus Jos. Hallet’s Abhandlung von der Unsittlichkeit des sittlichen Weltweisen. Hamburg 1759–1761 2. Teile
- Entwürfe seiner Predigten vom J. 1768 und 1769. Hamburg 1769
- F. L Norden’s Beschreibung seiner Reise durch Egypten und Nubien, mit Anmerkungen des D. Tempelmann, nach der englischen Ausgabe ins Deutsche übersetzt, und mit einem Vorbericht versehen. Breslau 1779
- Heilige Gespräche frommer Christen mit Gott. Stade 1782
- Eine Abhandlung von der Weisheit der göttlichen Vorsehung in dem Schutze des verfolgenden Luther. Stade 1784